# Staten-Generaal (Frankrijk)

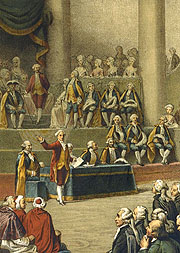
Opening van de Staten-Generaal in de Salle des Menus-Plaisirs aan de vooravond van de Franse Revolutie.

De Staten-Generaal (Frans: États généraux) waren in Frankrijk van 1302 tot 1789 een vergadering van de drie verschillende standen, die de Franse koning bijeenriep als vertegenwoordigers van zijn onderdanen. De eerste stand bestond uit de geestelijken, de tweede uit de adel en de derde uit het volk.  De Staten-Generaal werden slechts bijeengeroepen wanneer het de koning beliefde, meestal om het koninklijk gezag te bevestigen. In Frankrijk spreekt men bijgevolg steeds van de Staten-Generaal van een bepaald jaar, met andere woorden: het werd er nooit een permanente assemblee, zoals de Staten-Generaal van de Nederlanden. 

## Ontstaan en ontwikkeling
Filips de Schone riep in 1302 de eerste Staten-Generaal samen om steun te zoeken tegen de pauselijke bul Ausculta fili in zijn conflict met Bonifatius VIII. Pierre Flote was er, als kanselier van Frankrijk, de organisator en juridische autoriteit. De Staten-Generaal werden aanvankelijk samengeroepen per taalgebied (Langue d'Oïl of Langue d'Oc).
Dit onderscheid werd verlaten bij de organisatie van de Staten-Generaal van 1483. Deze bijeenkomst was ook opmerkelijk omdat het de eerste keer was dat de boeren werden vertegenwoordigd, en omwille van de "democratische" redevoering door Philippe Pot.
Vanaf dat ogenblik werd de dagorde vooral bepaald door de cahiers de doléances of klachtenbrieven die voorafgaand aan elke vergadering werden ingezameld. Na 1614 kwam de vergadering gedurende 175 jaar niet meer samen.

## Staten-Generaal van 1789
Geconfronteerd met een aanslepend begrotingstekort en de roep om sociale, economische en politieke hervormingen besloot Lodewijk XVI in 1789 de Staten-Generaal opnieuw samen te roepen. Op 8 augustus 1788 riep minister Étienne Charles de Loménie de Brienne op tot een vergadering van de Franse Staten Generaal op 1 mei 1789. Vanaf januari 1789 begon men de cahiers de doléances in te zamelen en werden de verschillende afgevaardigden van de drie Standen verkozen. De derde stand had als toegeving verkregen dat zij dubbel zo veel vertegenwoordigers mocht afvaardigen (600 tegenover 300 voor de 1e en 2e stand elk).
Na de plechtige opening van de Staten-Generaal op 5 mei 1789 rees spoedig het probleem van de stemmingswijze: traditioneel werd er per stand gestemd, wat in het voordeel was van de eerste en tweede stand. Iedere stand bracht een enkele stem uit waardoor de eerste en tweede stand altijd met een 2 tegen 1 meerderheid wonnen. De derde stand eiste dat er hoofdelijk en gezamenlijk werd gestemd. Dit was voordelig voor de 3e stand omdat deze de helft van de zetels bezette en bovendien medestanders binnen de eerste stand had. Toen de koning op haar eisen niet wou ingaan, riep zij zich op 17 juni 1789 uit tot Assemblée Nationale. Dit was het startsein voor de Franse revolutie. De leden legden op 20 juni de Eed op de Kaatsbaan af, waarbij zij zich op initiatief van Jean-Joseph Mounier verbonden niet uiteen te gaan vooraleer het land een Grondwet had, voorafgegaan door de Verklaring van de rechten van de mens en de burger. Op 9 juli werd de Nationale Grondwetgevende Vergadering gevormd.